# Télécabine
Cet article possède un paronyme, voir Cabine.
Ne doit pas être confondu avec Téléphérique.

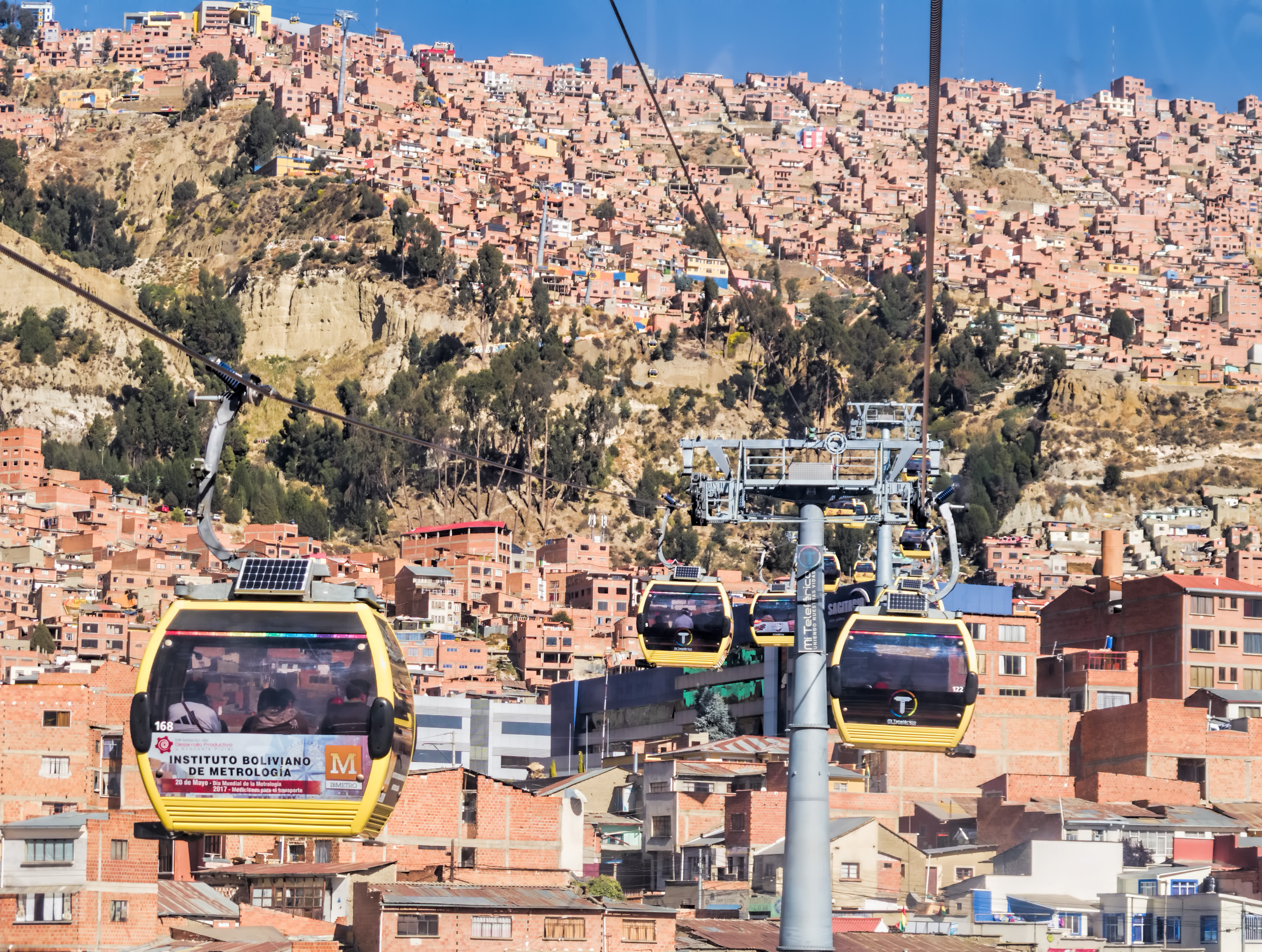
La ligne jaune de la télécabine de La Paz - El Alto.

Une télécabine est un système de transport par câble, comprenant plusieurs petites cabines, dont la capacité varie de 2 à 16 places, disposées sur un câble unique à la fois porteur et tracteur (on parle d'installation monocâble, par opposition au système bicâble d'un téléphérique), qui forme une boucle à mouvement généralement unidirectionnel.
Elle n'est pas à confondre avec d'autres appareils à câble comme la télébenne à cabines ouvertes où on effectue le trajet debout et à l'air libre, le téléphérique, qui dispose de câble(s) tracteur(s) et de câble(s) porteur(s) séparés, ou encore le DMC / Funitel, type de monocâble disposant de deux câbles porteur/tracteurs.

## Techniques

### La télécabine débrayable

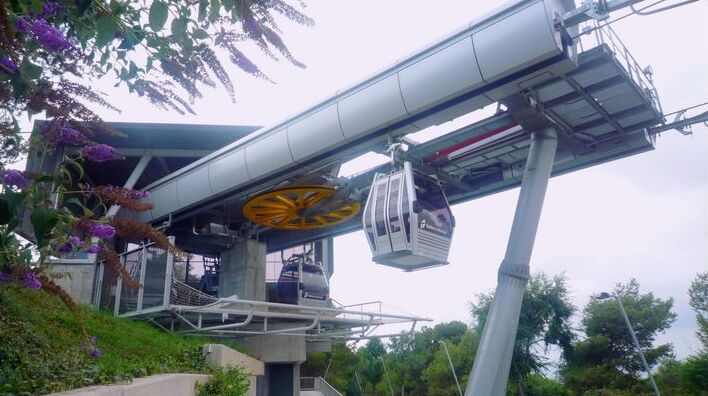
Télécabine débrayable de Montjuïc à Barcelone (Espagne).

Dans la version la plus répandue, les véhicules sont pourvus d'une attache débrayable leur permettant de se désaccoupler du câble dans les stations. L'embarquement des passagers est alors réalisé avec une circulation à faible vitesse (0,25 m/s environ) sans ralentissement de la ligne. Dans cette configuration, la vitesse du câble peut atteindre 6 m/s (voire 7 m/s sur dérogation).
Les gares sont équipées d'un lanceur et d'un ralentisseur où s’opèrent les phases d'embrayage et de débrayage. Ceux-ci sont généralement composés d'une rangée de pneus (appelée poutre à pneus) qui ralentit ou accélère la cabine au niveau d'une traverse de contact située sur le chariot du véhicule, à proximité de la pince. Ces pneus sont reliés entre eux par des poulies et des courroies, ou par un enchainement de pignons. Les rapports de réduction entre chaque pneu permettent à chaque pneu d'avoir une vitesse légèrement différente du précédent, et ainsi d'accélérer ou décélérer progressivement le véhicule. L'ensemble des pneus est entraîné soit par le câble (via un galet de prise de mouvement), soit par des moteurs électriques asservis en vitesse au moteur principal. Sur les appareils d'ancienne génération, cette accélération et ce ralentissement étaient opérés sans pneus, par gravité grâce à un rail incliné. 
Au niveau du lanceur et du ralentisseur se trouve une came (parfois aussi appelée rampe) qui, au passage de la cabine, vient appuyer sur le levier de la pince, et ouvrir le mors pour le libérer du câble ou l'y accoupler. Sur toute sa circulation en gare, le véhicule est suspendu à un rail sur lequel il roule via les galets de son chariot. Dans le contour de la station, la cabine reste généralement entraînée par des pneus, mais on trouve encore des convoyeurs à chaînes sur des appareils plus anciens. 
Une des gares est la station motrice : la poulie motrice y entraîne le câble par le biais d'un moteur électrique solidaire d'un réducteur (ou parfois sans réducteur grâce à un moteur dit "lent"). C'est dans cette même station que sont présents les freins de l'appareil, ils agissent soit sur l'arbre dit « rapide » (entre le moteur et le réducteur) soit directement sur la poulie motrice. Chaque installation est équipée au moins de deux freins distincts par mesure de sécurité (principe de redondance). 
Toujours selon ce même principe de redondance, une gare motrice est toujours équipée d'une motorisation de secours composée d'un moteur thermique qui produira du courant électrique (groupe électrogène) ou mettre de l'huile sous pression (pompe hydraulique) dans le but d'alimenter un (ou plusieurs) motoréducteur électrique ou hydraulique accouplé en cas de besoin directement sur une couronne dentée présente sur la poulie motrice. Cette motorisation de secours permet ainsi de ramener les passagers présents dans les véhicules en gare en cas de coupure de courant ou de problème électrique ou mécanique sur la motorisation principale.
On réalise également dans une des gares la tension du câble, via un contrepoids ou un vérin hydraulique solidaire d'un chariot sur lequel se situe la poulie de renvoi (qui peut être la poulie motrice ou une simple poulie libre selon que la tension s'opère dans la station motrice ou non).
Une télécabine débrayable peut également disposer d'une ou plusieurs gares intermédiaires pour desservir différents lieux le long du trajet, ou permettre un angle de ligne.
Avec la standardisation des produits, les gares d'une télécabine sont désormais similaires à celles d'un télésiège débrayable.

### La télécabine pulsée

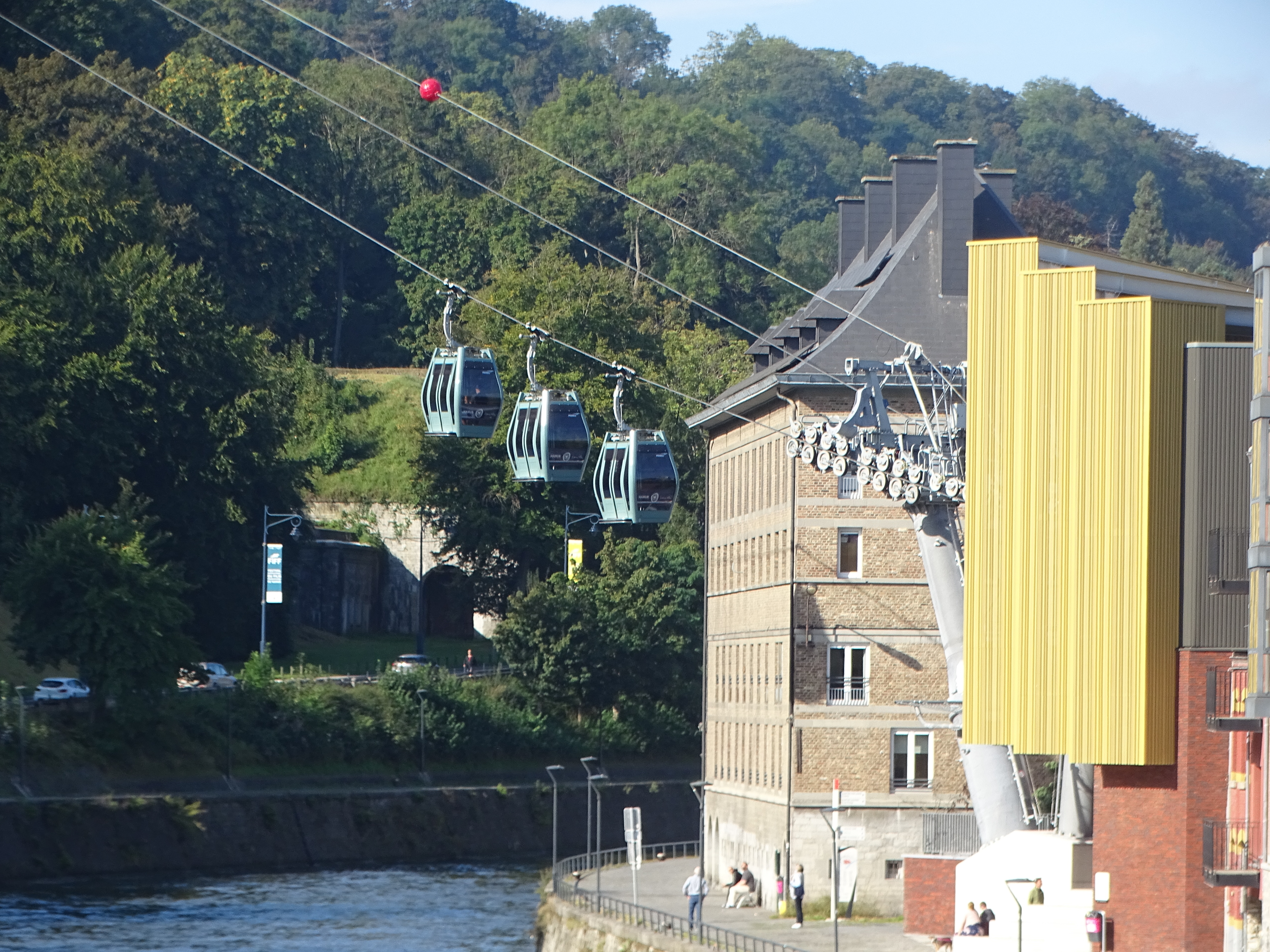
Le téléphérique de la citadelle de Namur est une télécabine pulsée.

Les véhicules peuvent en outre être disposés en train (groupe de cabines rapprochées entre elles) sur le même câble, à l'aide d'attaches fixes. Lors de l'entrée en gare, c'est alors l'ensemble des véhicules qui ralentit ou s'arrête, même ceux qui ne sont pas en station. On parle alors de télépulsé.

### La télécabine va-et-vient
Il existe également des télécabines fonctionnant selon le principe du va-et-vient. Chaque véhicule est « attaché » à un côté de la boucle formée par le câble, ainsi les cabines circulent en direction opposée l'une de l'autre de façon alternée en va-et-vient : un véhicule part de A pour rejoindre B tandis que l’autre part de B pour rejoindre A.

### Techniques dérivées

#### Téléporté avec sièges et cabines

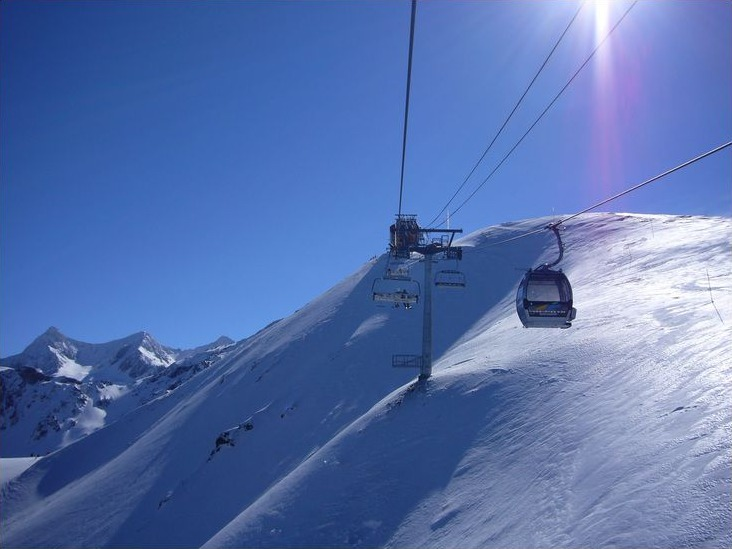
Combi du Grand Cerf aux Sept Laux (France)

Un type d'appareil hybride, les téléportés avec sièges et cabines, commercialement appelé télémix ou combi, à mi-chemin entre le télésiège et la télécabine, se développe également. Le principe consiste à placer sur une même ligne à la fois des sièges et des cabines fermées. Cet appareil permet aux skieurs d'embarquer sur des sièges sans déchausser les skis comme sur les télésièges classiques, tandis que les piétons ou les skieurs débutants peuvent emprunter des cabines, sans risque à l'embarquement ou au débarquement.

#### Funitel et DMC

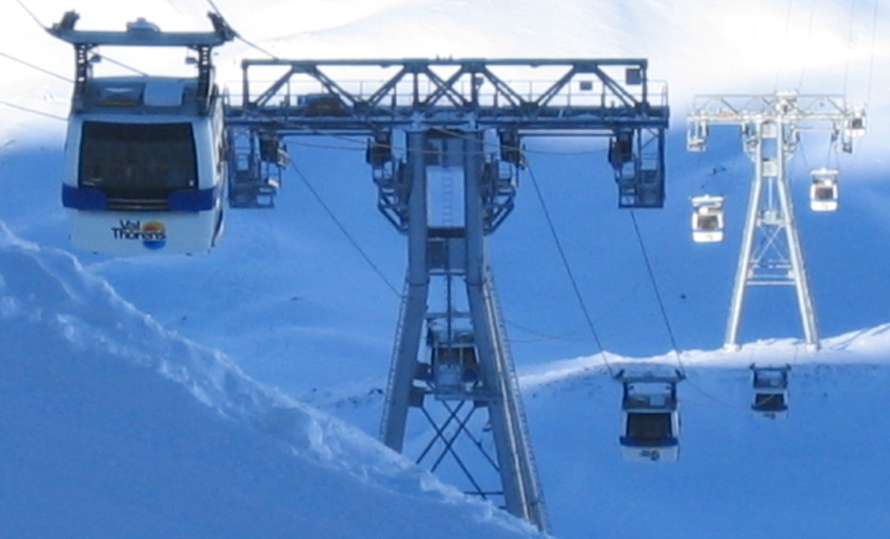
Funitel à Val Thorens (France).

Les funitels et DMC (Double MonoCâble) se différencient des télécabines par le fait qu'ils disposent de deux câbles parallèles à la fois porteurs et tracteurs. Ces appareils, généralement débrayables, fonctionnent selon un principe analogue, mais la présence de deux câbles autorise des cabines de plus grande capacité (jusqu'à 30 personnes) et des portées entre pylônes plus importantes.
Le funitel est l'évolution du DMC. Il se distingue de celui-ci par un espace entre ses câbles nettement plus grand, offrant une excellente tenue au vent.

## Transport urbain
Si les télécabines sont traditionnellement utilisées comme remontées mécaniques, elles ont ces dernières années été de plus en plus utilisées en environnement urbain, notablement à Medellín depuis 2006 et à Caracas, où elles sont intégrées au système de transports en commun. Londres a construit la Emirates Air Line pour les Jeux olympiques d'été de 2012.
En ce qui concerne l'avenir, TransLink a proposé à Vancouver de construire un système de télécabines qui irait sur Burnaby Moutain vers la Simon Fraser University en septembre 2010.
Fin 2012, un système étendu de télécabines a été suggéré pour Austin (Texas) afin de développer les transports en commun dans cette ville en rapide croissance démographique.
Un système de télécabines à Montreal a été finalement rejeté par le Vieux-Port de Montréal.
Un projet de télécabine urbaine est prévue en Île-de-France pour relier les communes de Valenton, Limeil-Brévannes, Villeneuve Saint Georges et Créteil et son terminus de la ligne 8 du métro. Ce projet a été baptisé Câble 1.
À Toulouse, le service de téléphérique 3S Téléo permet depuis mai 2022 de relier l'Université Paul Sabatier à l'Oncopole en passant par le CHU de Rangueil.